# 橡树林站

橡树林站（英語：Oak Grove station）位于马萨诸塞州莫尔登和梅尔罗斯交界，是马萨诸塞湾交通局地鐵橙线北部终点站。车站拥有788个停车位，方便乘客停车换乘，也设有自行车停车笼。除此以外，还可换乘数条公交线。橡树林站是无障碍车站，拥有一座岛式站台和一座侧式站台。岛式站台用于地铁橙线，侧式站台旁的铁轨行驶黑弗里尔线，但通常情况线该通勤铁路并不在此停靠，仅在线路中断维护时启用。

## 历史

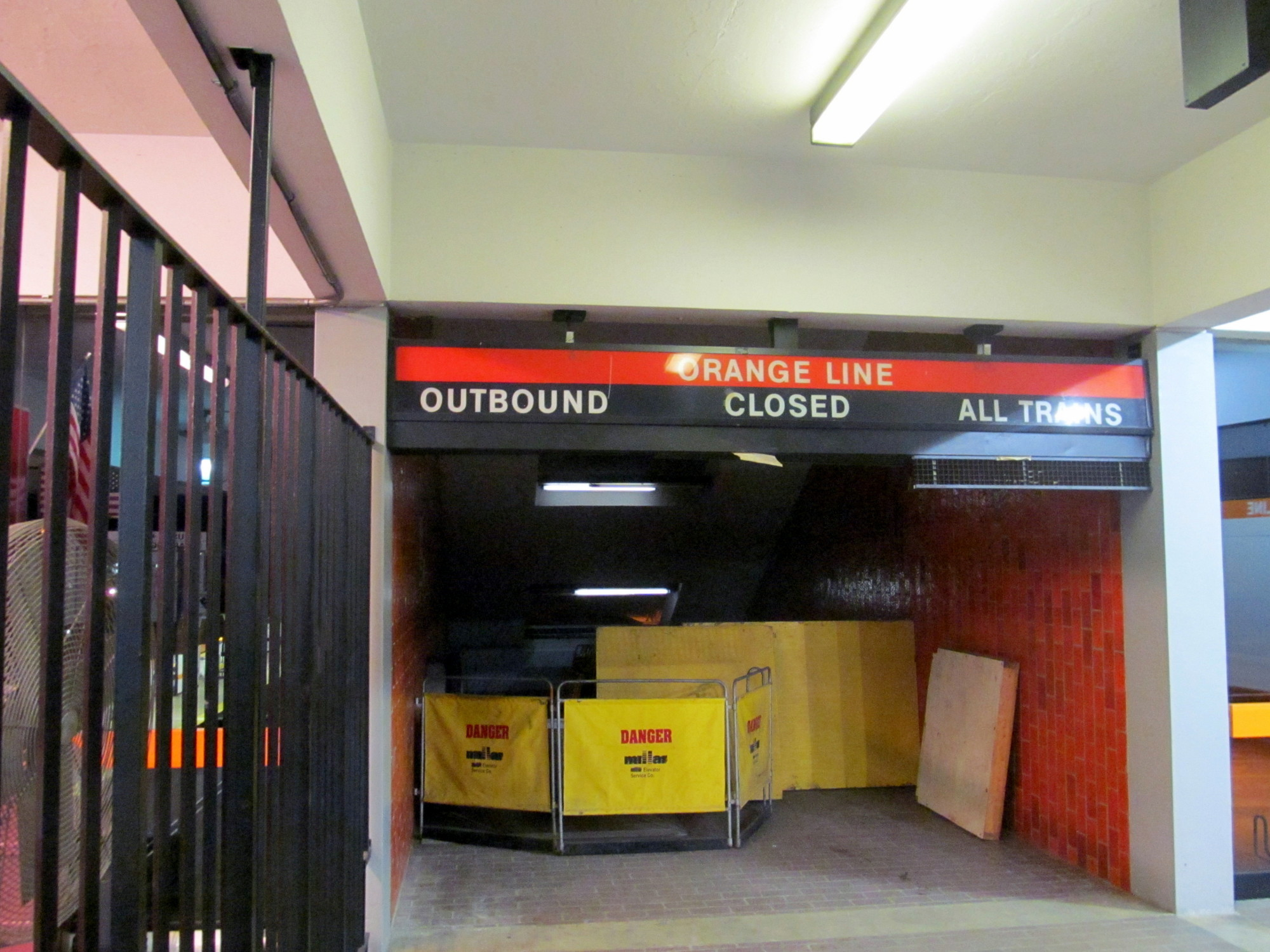
站台检票夹层通往通勤铁路站台的入口。由于黑弗里尔线原计划改造成橙线的延长线，入口标志写的橙线出城方向站台。

### 建造
橡树林站于1977年3月20日建成启用，是波士顿地铁橙线干草市场北延长线终点站。延长线最初设计时预计一直修建至雷丁站，取代黑弗里尔线通勤铁路。橡树林站修建完成后，继续往北修建的计划取消，但是额外站台依旧保留，以备未来延长线计划重启后使用。车站夹层票务大厅中，未使用的站台入口依旧保留着“橙线出城方向”标志。橡树林站与莫尔登中心站均有一个侧式站台一个岛式站台，但莫尔登中心站的侧式站台停靠通勤铁路列车。
黑弗里尔线通勤火车通常情况下并不在橡树林站停靠，但是在黑弗里尔线橡树林站至波士顿北站之间轨道需要维修或进击中断时，列车终点将设在橡树林站，以便换乘橙线。1984年波士顿北站铁路栈桥重建时，黑弗里尔线的终点站就设在橡树林站。1985年4月20日，线路恢复后不再在此停靠。由于莫尔登中心站更靠近莫尔登商业区和办公区，通勤铁路在那一站停靠。波士顿环球报报道指出这项改动可能由莫尔登市参议员小约翰·A·布伦南提出，停靠车站转移至莫尔登中心站后，车站附近开始大量兴建商业区。2004年民主党全国代表大会期间，为加强会场附近安全措施，波士顿北站暂时关闭，黑弗里尔线终点暂时设为橡树林站。
橡树林站与北昆西站结构设计相同，1997年10月，马萨诸塞湾交通局认为可以在橡树林站增加停车楼，但是该计划从此之后为再被提及。

### 翻修

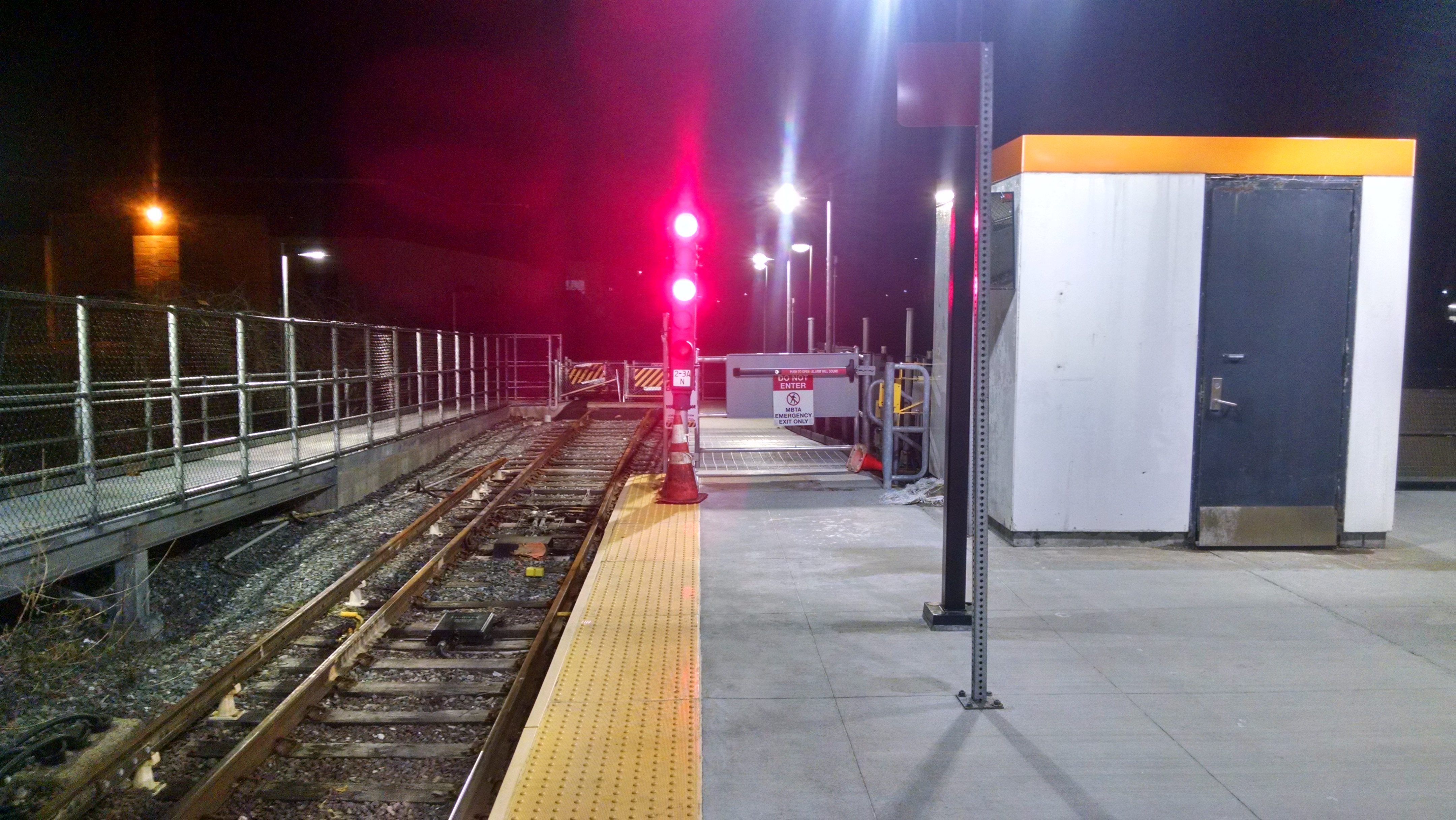
2014年新增的紧急出口

2013年，因使用36年后站台老化严重，马萨诸塞湾交通局对橙线全线车站站台进行维修。施工方使用高压水枪移除站台表层的水泥，新铺的地面更加平滑，站台边缘也增加凹凸的地砖。施工期间车站并未关闭，分次对两个站台进行翻修。同时，车站更新了照明、护栏等设施。
工程预计花费230万美元，于2012年12月颁发施工许可，2013年4月至8月一阶段施工，主要对入城侧站台进行维修。二阶段施工于8月至12月间施行，主要对出城侧站台进行翻修，2014年3月2日至6月30日，三阶段施工，为车站增加紧急出口斜坡及公共厕所。
1987年车站建造时便安装有连接站台和夹层的电梯，因此橡树林站是橙线第一座无障碍车站。2019年8月马萨诸塞湾交通局拨款2250万美元，计划为车站安装三个新电梯，预计2021年中旬竣工。

## 车站结构
| G    | 地面                           | 出入口                        |
| 夹层 | 大厅                           | 检票口                        |
| 站台 | 南行                           | 往森林山（莫尔登中心）        |
| 站台 | 島式月台，左侧开门             |                               |
| 站台 | 北行                           | 终点站                        |
| 站台 | 通勤铁路                       | 黑弗里尔线 （仅特殊时期停靠） |
| 站台 | 側式月台，仅线路服务中断时启用 |                               |

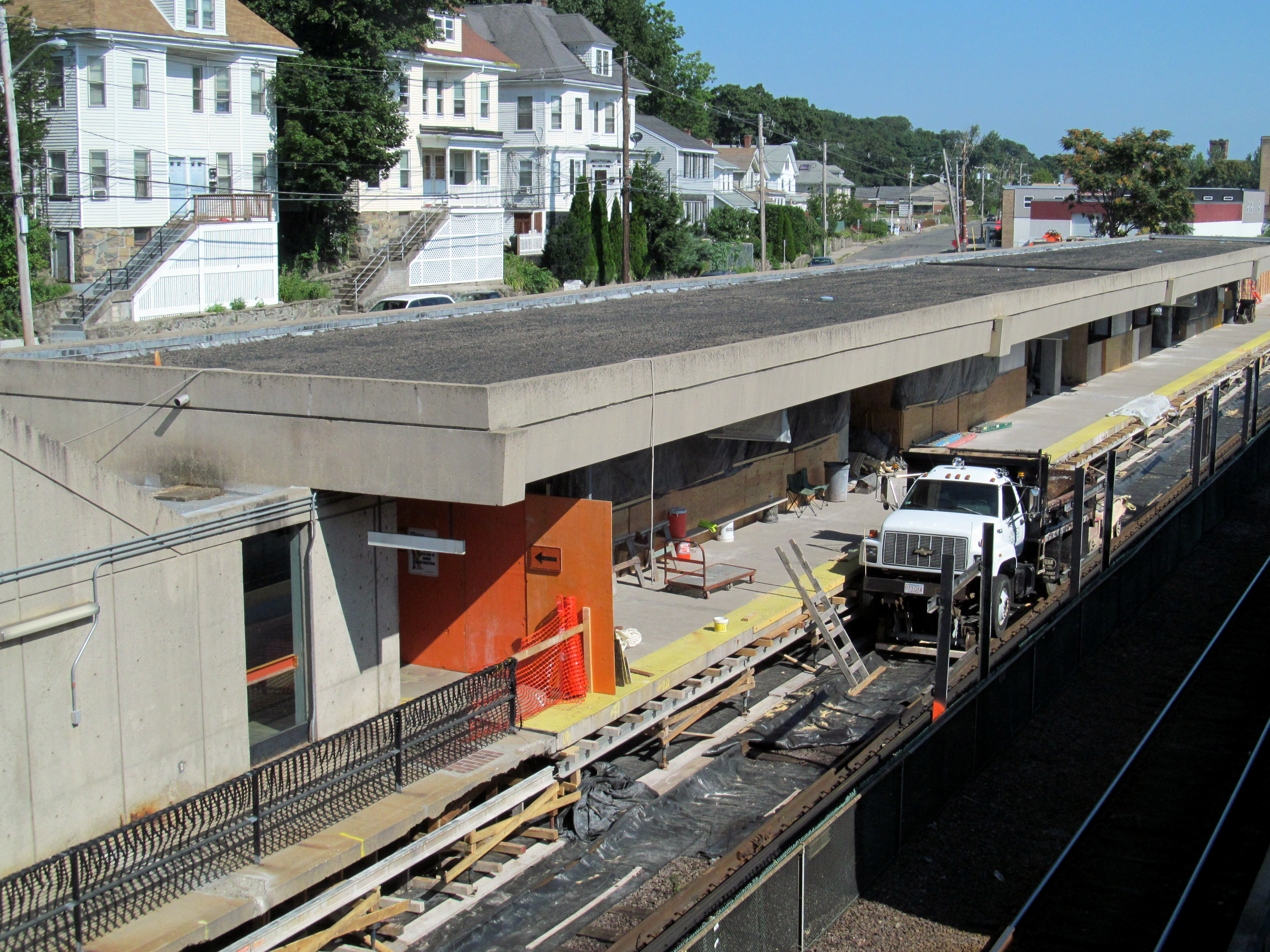
2013年站台恢复施工

131、136、137路公交可在车站东侧公交专用道乘坐，132路在车站西侧公交站乘坐。